# Bolesław Zawierski
Bolesław Zawierski właśc. Michał Piotrowski (ur. ok. 1876 w Krakowie, zm. 1 listopada 1907 tamże) – polski aktor teatralny.

## Życiorys
Ukończył gimnazjum w Krakowie. W latach 1895–1906 grał w krakowskim Teatrze Miejskim (początkowo epizody, a od 1898 roku – również większe role), m.in. podczas prapremiery „Wesela” Stanisława Wyspiańskiego w dniu 16 marca 1901 roku wcielają się w rolę Pana Młodego. W tym okresie występował także we Lwowie (Teatr Miejski, 1900–1901) oraz w Krynicy, Szczawnicy i Zakopanem (z zespołem  Andrzeja Mielewskiego, 1901). W 1903 roku zawarł związek małżeński z aktorką Heleną Górską. Sezon 1906/1907 spędził w Poznaniu, występując na deskach Teatru Polskiego, a w lipcu 1907 roku debiutował w Warszawskich Teatrach Rządowych, nie otrzymując jednak stałego angażu.